# Васеж
Васе́ж — коммуна в Валлонии, расположенная в провинции Льеж, округ Варем. Принадлежит Французскому языковому сообществу Бельгии. На площади 24,45 км² проживают 2517 человек (плотность населения — 103 чел./км²), из которых 49,86 % — мужчины и 50,14 % — женщины. Средний годовой доход на душу населения в 2003 году составлял 11 914 евро.
Почтовый код: 4219. Телефонный код: 081.